# Schistocerca americana
Schistocerca americana es una especie de saltamontes de la familia Acrididae originaria de América del Norte, donde se distribuye en el este de los Estados Unidos, México y Bahamas. Ocasionalmente, se producen brotes localizados de este saltamontes, y a menudo es señalado erróneamente como langosta pese a que carece de la verdadera forma de enjambre al contrario de otras especies como, por ejemplo, la langosta del desierto (Schistocerca gregaria).

## Descripción
El macho adulto mide hasta 4,5 cm de largo y la hembra adulta puede alcanzar los 5,5 cm. El cuerpo del adulto es generalmente de color amarillo-marrón y las alas son pálidas con grandes manchas marrones. Las ninfas son diferentes en apariencia. Cambian de color a medida que maduran y su coloración es un rasgo polifénico, influenciado por las condiciones ambientales, que producen múltiples formas de un genotipo. Esto no es raro entre los saltamontes; en esta especie, la coloración de las ninfas está especialmente influenciada por la temperatura. Las ninfas pueden tener varios tonos de verde, amarillo o rojo, generalmente con un patrón de marcas negras. A menudo los tonos son rojos cuando las temperaturas son más bajas, pero a temperaturas más altas solo se producen tonos verdes y amarillos. El patrón negro también está influenciado por la temperatura, con temperaturas más bajas se producen marcas más oscuras. La densidad también es un factor común en el polifenismo del color, pero es menos importante en esta especie que en muchos otros saltamontes. Las ninfas criadas en condiciones de hacinamiento desarrollan marcas negras más oscuras, pero la densidad tiene poco efecto en sus colores de fondo.

## Desarrollo
Nacen dos generaciones por año. La hembra pone hasta tres nidadas de huevos en una temporada. Una nidada contiene de 60 a 80 huevos de color naranja claro, cada uno de aproximadamente 7 mm a 8 mm de largo. Los huevos se pegan en una masa espumosa y la hembra deposita la masa hasta 3 cm de profundidad en el suelo. En 3 a 4 semanas, las ninfas emergen y cavan hacia la superficie. Permanecen en un grupo, alimentándose juntas, volviéndose menos gregarias a medida que se desarrollan.
Un individuo generalmente progresa a través de seis estadios durante el desarrollo, pero en bajas densidades, algunas ninfas completan cinco. La ninfa de primer estadio tiene hasta 9 mm de largo y carece de estructuras de ala. El segundo estadio tiene rudimentos alares laterales y más segmentos en sus antenas. El tercer estadio es de hasta 2 cm de largo y los rudimentos alares de las alas son triangulares. El cuarto estadio tiene venación en los rudimentos alares de sus alas. El quinto estadio tiene una longitud de hasta 3,5 cm y los rudimentos alares de las alas han cambiado de posición. En el sexto estadio, las alas se han alargado.
Esta especie pasa el invierno como un adulto en lugar de permanecer dentro de sus huevos, como lo hacen muchos otros saltamontes.

## Impacto
Esta no es una plaga agrícola severa en términos de pérdidas económicas, pero a veces puede causar daños significativos a muchos tipos de cultivos. Es quizá más conocido en Florida, donde puede ser una plaga de cítricos. Cuando las condiciones son adecuadas, se producen «explosiones de población» y las masas de saltamontes descienden sobre las plantas de cultivo. Puede defoliar árboles y comer plantas más pequeñas en el suelo. Aunque sus brotes son raros, es considerado como el saltamontes más destructivo de Florida.
Además de los cítricos, se sabe que se alimenta de maíz, algodón, avena, maní, centeno, caña de azúcar, tabaco, cultivos de hortalizas y plantas ornamentales. Otras plantas depredadas incluyen muchas gramíneas como las Paspalum, así como el césped y las digitarias. Puede infestar cornejos, nogales y palmeras. También puede dañar edificios con su actividad de masticación, particularmente objetos como las mallas de las ventanas.

## Química
Esta especie fue la fuente de una clase recién descubierta de compuestos químicos llamados caeliferinas. Estos compuestos son cadenas de ácidos grasos presentes en el regurgitante del saltamontes. Cuando el saltamontes se alimenta de una planta, las caeliferinas en el regurgitante inducen a la planta a liberar compuestos orgánicos volátiles. Esta es una respuesta común a la herbivoría en las plantas; los compuestos orgánicos volátiles son atractivos para los depredadores de los insectos herbívoros. Las caeliferinas también pueden desempeñar un papel en la defensa, ya que el saltamontes expulsa grandes cantidades de regurgitante cuando es atacado.